# Pasi Ilmari Jääskeläinen
Pasi Ilmari Jääskeläinen, född 30 juni 1966, är en finsk författare. Han blandar realistiska skildringar med fantastik, något han kallar reaalifantasia. Jääskeläinens första novellsamling gavs ut 2000 och hans första roman 2006. Utöver sitt författande arbetar han som finsklärare.
Han har vunnit novellpriset Atoroxpriset fyra gånger. Han tilldelades romanpriset Kuvastaja 2007 för Lumikko ja yhdeksän muuta och 2011 för Harjukaupungin salakäytävät. Hans verk har översatts till engelska, estniska och tyska.

## Utgivet
- Missä junat kääntyvät. Noveller. Tammerfors: Tampereen science fiction-seura. 2000.
- Lumikko ja yhdeksän muuta. Roman. Jyväskylä: Atena. 2006.
- Taivaalta pudonnut eläintarha. Noveller. Jyväskylä: Atena. 2008.
- Harjukaupungin salakäytävät. Roman. Jyväskylä: Atena. 2010.
- Sielut kulkevat sateessa. Roman. Jyväskylä: Atena. 2013.